# 伊芙琳·韦尔奇
伊芙琳·韦尔奇（Evelyn Kathleen Welch；1959年1月30日—）是一位美国-英国文艺复兴研究学者、伦敦国王学院副校长。

## 生平
伊芙琳·韦尔奇本名伊芙琳·凯瑟琳·塞缪尔斯（Evelyn Kathleen Samuels），出生在美国波士顿 她的弟弟是演员約翰·史塔威爾。她在美国长大和求学，1981年移居英国。她毕业于菲利普斯埃克塞特学院、哈佛大学和伦敦大学，自2016年10月任伦敦国王学院教授、教务长，此前在2013年曾任副校长。
此前，她曾任伦敦玛丽王后大学和萨塞克斯大学副校长。2012年至2016年，她担任维多利亚和阿尔伯特博物馆董事会成员、大英图书馆顾问委员会成员、德威奇画廊理事会主席、沃堡研究所顾问委员会主席. 她擅长意大利文艺复兴的艺术，以及物質文化，出版了许多著作。她的著作《文艺复兴中的购物：意大利的消费文化，1400–1600》，2005年沃尔夫森历史奖获奖者。

## 个人生活
韦尔奇曾经嫁给英国广告主管尼古拉斯·罗素·尼克·韦尔奇，1999年左右离婚。英国摇滚乐队弗洛伦斯与机器主唱、歌手兼词曲作家弗洛伦斯·韦尔奇是她的女儿，她另外还有两个孩子和三个继子女。现在的丈夫是伦敦帝国学院实验医学教授、免疫学家彼得·奥帕克肖（Peter Openshaw）。

## 著作
- 《米兰文艺复兴时期的艺术和权威》（Art and Authority in Renaissance Milan），耶鲁大学出版社，1995年
- 《文艺复兴时期的意大利艺术》（Art in Renaissance Italy: 1350–1500），牛津大学出版社，2000年
- 《佛罗伦萨文艺复兴时期的医药制造与营销》（Making and Marketing Medicine in Renaissance Florence）Rodopi, 2011年
- 《物质的文艺复兴》（The Material Renaissance），曼彻斯特大学出版社，2007年
- 《文艺复兴中的购物：意大利的消费文化，1400–1600》（Shopping in the Renaissance: Consumer Cultures in Italy, 1400–1600），耶鲁大学出版社, 2005年
- 《文艺复兴和现代早期欧洲的时尚》（Fashioning the Early Modern: Dress, Textiles and Innovation in Europe, 1500–1800），牛津大学出版社, 2017年